# Pepita Cedillo Vicente
Pepita Cedillo Vicente (Barcelona, 1964) és una escriptora sorda, a més de mestra, logopeda i especialista en llengua de signes catalana.
És especialista en patologia del llenguatge i professora de llengua de signes. Ha treballat amb diverses entitats de persones sordes, la televisó catalana i l'ONCE. Des de 1989 treballa al Centre de Recursos Educatius per a Deficients Auditius Pere Barnils i com a mestra d'alumnat sord a l'escola Tres Pins de Barcelona. Amb el Departament d'Ensenyament ha participat en la redacció del primer currículum de llengua de signes catalana.
Preconitza en la seva obra la importància de la llengua de signes i dels models sords en el desenvolupament dels nens i nenes amb sordesa. El 2019 va rebre el Premi Tortosa per les seves aportacions en la pedagogia de persones sordes.

## Obres
- 2004: Háblame a los ojos[7]
- 2010: Mira lo que te digo
- 2018: Tu memoria en mis manos[8]